# Слюсарева, Наталия Сидоровна
Ната́лия Си́доровна Слю́сарева (р. 1947, Дальний) — российская писательница, драматург, сценарист, переводчик.

## Биография
Наталия Слюсарева родилась 15.08.1947 г. в городе Дальнем в Китае в семье гвардии генерал-лейтенанта ВВС СССР, Героя Советского Союза Сидора Васильевича Слюсарева. Член Союза писателей России, билет №4409. Заместитель Председателя Ассоциации летчиков-добровольцев в Китае (1937-1940гг) при "Российском Союзе ветеранов".  
Окончила факультет журналистики Московского государственного университета имени М. В. Ломоносова.   Работала в литературных редакциях "Мир", "Прогресс", в журнале "Советские профсоюзы".  Переводчица с итальянского языка. Дружески и творчески была связана с неформальной литературной группой СМОГ.
Публиковаться начала после распада СССР. Автор семи изданных книг прозы. Печаталась в журналах «Крещатик», «Дети Ра», «Волга», «День и ночь», "7 искусств" и др..
Выпускница международных сценарных курсов кино и тв Александра Митты (2017 г.) На II-м Российско-китайском Симпозиуме по совместному производству фильмов в Москве в августе 2018 года киносценарий полнометражного художественного фильма Н.Слюсаревой  "Возвращение Мэйлин" был отобран китайскими продюсерами для реализации 4, планам помешал ковид. 
Наталия Слюсарева живет и работает в Москве.
Владимир Алейников писал о Наталии Слюсаревой:
Наталия Слюсарева — замечательная современная писательница. Точное слово, чувство меры, выразительность деталей, закономерность обобщений, лиризм и присутствие своеобразной эпичности, стиль, пластика, свободное и вместе с тем разумное движение речи говорят за себя и делают её прозу значительным явлением русской литературы. <...> Она — из плеяды тех, кто сумел. Наталия Слюсарева в непростые времена сумела состояться как настоящая писательница, чей голос мгновенно узнаваем, чист и неповторим.

## Награды и премии
- Международная отметина имени отца русского футуризма Давида Бурлюка[5]
- Премия «Золотой витязь» (2015, за литературный киносценарий «Мой отец генерал»)[6]
- Премия "Золотой диплом" за литературный киносценарий "Стена плача" совместно с Сергеем Карпухиным.